# St. Simon und Judas (Zußdorf)

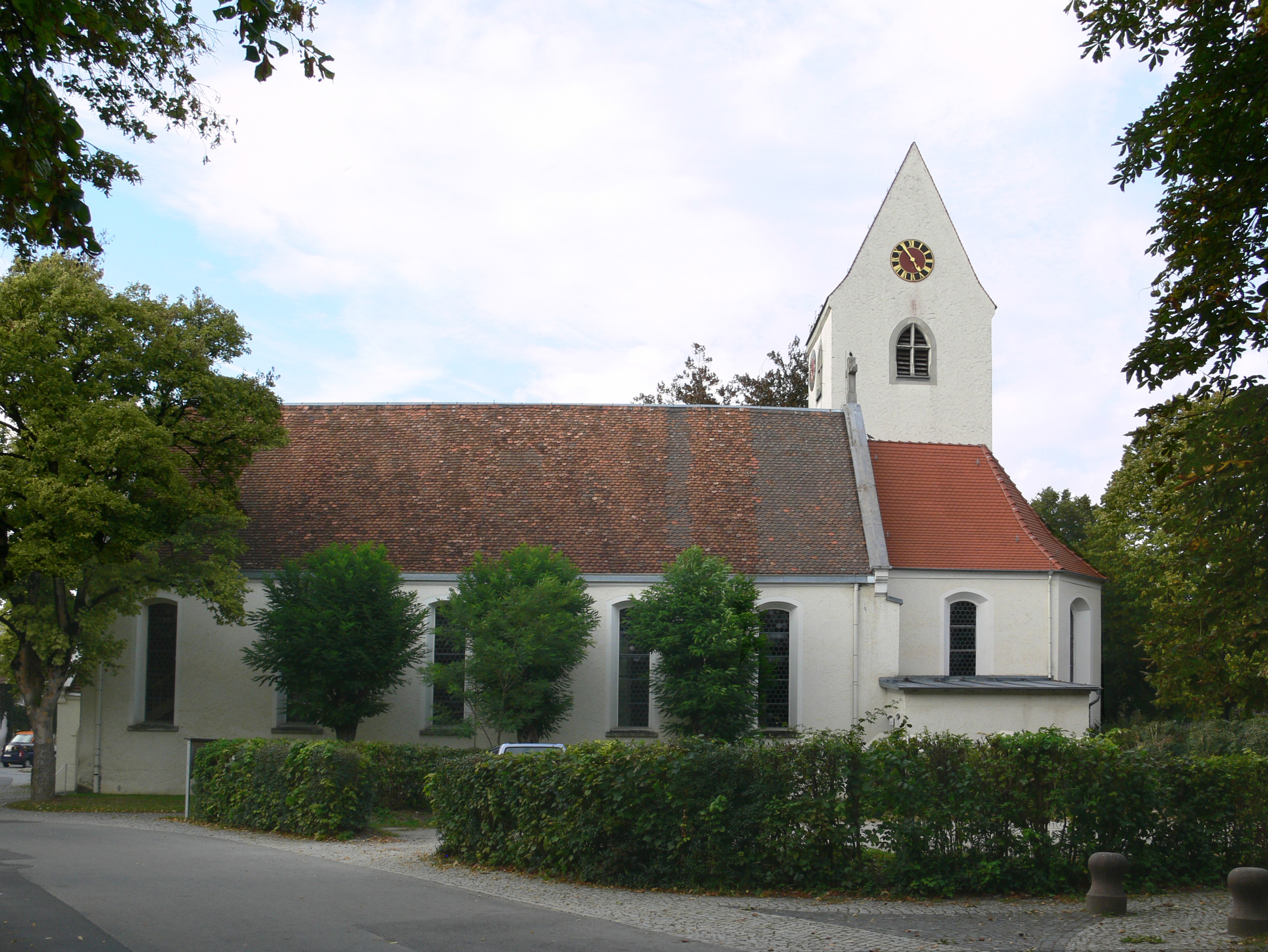
St. Simon und Judas in Zußdorf

Die römisch-katholische Pfarrkirche St. Simon und Judas steht in Zußdorf, einem Ortsteil von Wilhelmsdorf im Landkreis Ravensburg in Baden-Württemberg. Sie gehört zum Dekanat Allgäu-Oberschwaben in der Diözese Rottenburg-Stuttgart. Das Bauwerk ist beim Landesamt für Denkmalpflege Baden-Württemberg als Baudenkmal eingetragen. Kirchenpatrone sind die Apostel Simon Zelotes und Judas Thaddäus.

## Beschreibung

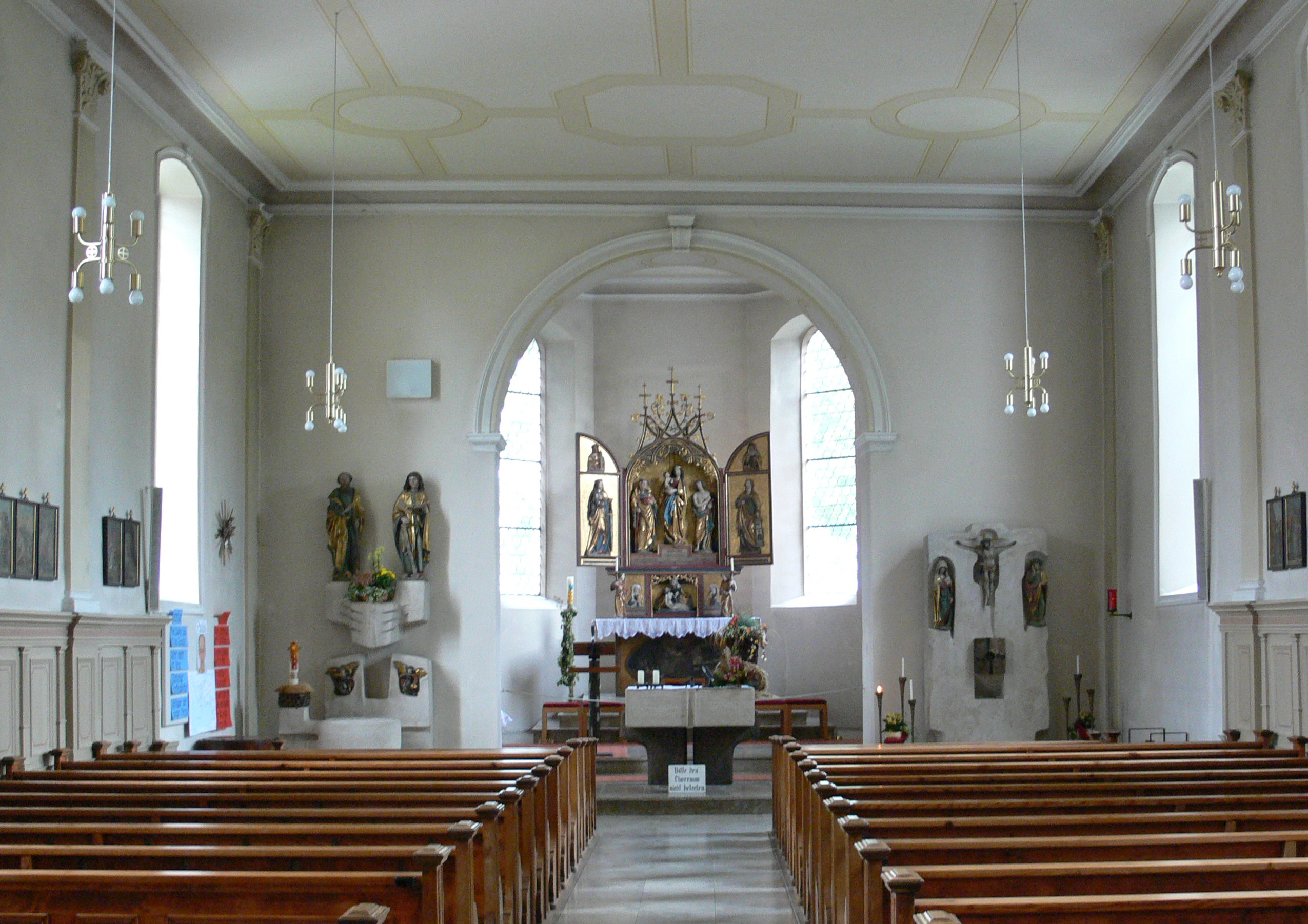
Blick zum Chor

Die Saalkirche wurde 1646 erneuert, nachdem der Vorgängerbau abgebrannt war. Sie besteht aus einem Langhaus, einem eingezogenen, dreiseitig geschlossenen Chor im Osten und einem Chorflankenturm an der Nordwand des Chors, der quer mit einem Satteldach bedeckt ist. Sein oberstes Geschoss beherbergt den Glockenstuhl für die vier Kirchenglocken und die Turmuhr, deren Zifferblätter sich auch im Giebel befinden.
Zahlreiche spätgotische Schnitzereien, wie ein Marienbildnis, eine heilige Katharina und eine heilige Barbara werden Michael Zeynsler zugeschrieben. Die Orgel wurde 1897 als Opus 50 von der Gebr. Späth Orgelbau errichtet.